# Miguel Ricardo de Álava
Miguel Ricardo de Álava i Esquivel, conegut com a general Álava (Vitòria, 7 de febrer de 1772 - Barèges, França, 14 de juliol de 1843) va ser un militar, polític i diplomàtic espanyol. Va ocupar breument la presidència del Consell de Ministres d'Espanya el setembre de 1835.

## Carrera a l'Armada
De família noble, es va casar amb la seva cosina, descendent dels Marquesos de Legarda. Entre 1781 i 1790 va cursar els estudis primaris en el seminari de Bergara, que regentava la Real Sociedad Vascongada.
En 1785, amb només 13 anys, va ingressar com a cadet al Regiment d'Infanteria de Sevilla al capdavant del qual es trobava el seu oncle José de Álava, arribant al grau de subtinent el 1787.
Embarcat amb el seu oncle Ignacio Maria de Álava el 1795 en una expedició que pretenia fer la volta al món, va romandre en Amèrica del Sud fins a 1800. De tornada a Espanya complint les ordres que havia rebut tres anys abans, va ser capturat pels anglesos. Alliberat mesos més tard, el 1801 era a la península. En 1802 es trobava en Cadis, on va ascendir a tinent de navili i va anar a Madrid, de nou sota les ordres del seu oncle Ignacio.
En tornar a Cadis a 1805, quan va ser destinat a la flota comandada per l'almirall Federico Gravina. Després de l'expedició a Martinica durant la guerra de la Tercera Coalició, concebuda per Napoleó com una maniobra de distracció per a l'Armada anglesa, va intervenir a l'escaramussa de Finisterre. El 21 d'octubre, va participar en la batalla de Trafalgar a les ordres de Gravina a bord del Príncipe de Astúrias.

## Guerra del Francès
En esclatar la guerra, Miguel Ricardo d'Àlaba es trobava retirat del servei i aposentat a Vitòria. No obstant això no s'havia retirat dels assumptes públics, ja que era un membre de l'aristocràcia terratinent de la província. per tant, quan van començar a arribar les tropes franceses se li van encomanar diverses gestions. Va ser comissionat per les Juntes Generals d'Àlaba per representar davant les autoritats espanyoles i franceses. Quan va esclatar la guerra, va ser enviat a la junta que va elaborar la Constitució de Baiona com a representant corporatiu de la marina de Guerra. No obstant això, encara que va ser un dels signants, es va inhibir de participar en les deliberacions legant que era només un militar i no entenia de temes polítics. No es va oposar a l'abolició dels furs bascos. Va acompanyar a José Bonaparte en la seva entrada a Espanya i semblava disposat a acceptar com a monarca, però les Juntes Generals d'Àlaba es resistiren a renegar de la seva lleialtat a Ferran VII. Llavors els francesos van reunir per la força als junteros i els van obligar a proclamar a José Bonaparte a punta de baioneta en plena via pública. Llavors Àlaba es va retirar a casa i al cap de poques setmanes va dictar el seu testament i va partir clandestinament cap a Madrid per unir-se al bàndol patriota.
Sent assignat al Regiment d'Ordes militars, va combatre a les batalles de Tudela, Uclés i Medellín estant a les ordres del general Francisco Javier Castaños i a la batalla de Talavera amb el Duc d'Alburquerque.
A finals de gener de 1810 estudia per encàrrec del Duc d'Alburquerque la situació de Sevilla, on estava a punt d'arribar, i el febrer va ser encarregat de traslladar-se a Portugal com enllaç amb Arthur Wellesley de Wellington. Durant l'estada amb el general anglès es va fer una profunda amisat entre tots dos, que el va portar a romandre com a delegat de les Juntes espanyoles en les unitats britàniques, participant en diferents operacions ascendint a Mariscal de Camp el gener del 1812.
Després de la retirada francesa, el Mariscal Àlaba va proclamar a Madrid la Constitució de 1812 i va esdevenir President de Govern de facto en prendre disposicions en nom de les diferents Juntes, com ara l'amnistia als col·laboradors militars de Josep I d'Espanya que es lliuren. Al nord prosseguien les operacions militars, on va seguir dirigint diversos atacs, sent ferit a Dueñas. Parcialment retirat de la primera línia, va ser proclamat Diputat general d'Àlaba el 23 de novembre.
Recanvi de les ferides, el 21 de juny de 1813, va participar en la seva pròpia terra en la batalla de Vitòria. El juliol de 1813, novament al costat de Wellington, es va internar en territori francès perseguint a l'enemic i tot després d'acabat el conflicte a la península.

## Persecució absolutista
Res més acabar la guerra, i durant el Regnat de Ferran VII, el monarca el va nomenar ambaixador als Països Baixos a petició dels britànics. No obstant això, la política repressiva iniciada pel mateix rei el va portar a ser arrestat a Madrid el 8 d'octubre de 1814, sent acusat de diversos delictes, tots ells falsos. Va sortir de presó la Nit de Nadal del mateix any i, curiosament, havia estat ascendit a tinent general dies abans d'aixecar-se l'arrest.
El 26 d'abril de 1815 va ser nomenat de manera interina ambaixador a París amb el suport explícit d'Anglaterra, que va obtenir de Ferran VII l'autorització perquè Àlaba mantingués contactes amb Wellington a Holanda. Des d'aquest lloc, va realitzar, entre d'altres, gestions per a la recuperació d'obres d'art espoliades durant la contesa.
Sorprès pel retorn de Napoleó, va marxar amb Wellington i va prendre part en la batalla de Waterloo. D'aquesta manera, va esdevenir l'única persona que ha intervingut en les dues més importants batalles del segle xix: a Trafalgar i Waterloo. Després de la derrota del francès i havent lliurat la distinció de la batalla de Waterloo, va romandre a París com a ambaixador, resistint al relleu en aquest lloc pel de la cancelleria als Països Baixos, fins que finalment es va retirar a Vitòria a 1819 per motius de salut.
Després va ser elegit President de les Corts Generals al Trienni Liberal, on era Diputat per Àlaba. Durant aquest període també va dirigir a la Milícia Nacional. Va ser un defensor del restabliment de la Constitució de 1812 i va mantenir la seva fidelitat al Govern encara que es va produir la intervenció de França a través de la invasió dels Cent Mil Fills de Sant Lluís. Va fugir a Cadis, on va donar suport a la destitució de Ferran VII entre els pocs diputats liberals que encara resistien l'ocupació. Va ser comissionat per pactar amb els francesos les condicions de la rendició de Cadis, però el fracàs de les negociacions va permetre que fos condemnat a mort pels absolutistes.
Després de la fi del Trienni va fugir a Gibraltar amb el suport de Wellington, per traslladar posteriorment a Londres. Va romandre a l'exili, amb el suport de la Corona anglesa, entre el Regne Unit i França, acudint a aquesta última només de vegades per prendre banys, fins que el 1833 se li va comunicar la signatura d'una amnistia que li permetia el retorn.

## En el regnat d'Isabel II
Durant la Regència de Maria Cristina fou ambaixador a Londres, on va tractar de gestionar la intervenció de la Quàdruple Aliança d'una manera ferma i amb suport econòmic i militar durant la Primera Guerra Carlina a favor d'Isabel II d'Espanya, sense aconseguir-ho plenament.
Va ocupar un escó a l'Estament de Próceres i va acceptar la cartera de Ministre de Marina, càrrec que va ocupar només del 14 al 25 de setembre de 1835 amb el Comte de Toreno. Després de la caiguda d'aquest, va rebutjar continuar en el gabinet encara que l'hi havia ofert Juan Álvarez Mendizábal, així com va renunciar a la cartera d'Estat, actuals afers exteriors, per a la qual havia estat proposat.
Nominalment fou President del Consell de Ministres, actual Presidència del Govern, abans de ser nomenat Mendizábal, però no va jurar el càrrec i va romandre a Londres. Finalment, i no gaire al seu gust, va acceptar ser ambaixador a París, on va presentar un pla perquè les tropes cristines travessessin la frontera francesa en la seva lluita contra el carlisme, s'abastessin en el país veí i impedissin els subministraments que arribaven als carlins.
Es va oposar a els successos de la Granja, així com a les conseqüències jurídiques que es van derivar dels mateixos amb l'aprovació de la Constitució de 1837, que es va negar a jurar fins a 1838.
De nou a l'ambaixada londinenca, va tornar a Espanya, ja molt malalt, el juny de 1843, va morir un mes més tard.